# Estación de Voltaire
La estación de Voltaire, de su nombre completo Voltaire - Léon Blum, es una estación de la línea 9 del metro de París situada en el XI Distrito de la ciudad, al este de la capital. 

## Historia
Fue inaugurada el 10 de diciembre de 1933.
Debe su nombre a una de las figuras más relevantes de la Ilustración, Voltaire y al político francés Léon Blum.

## Descripción
Se compone de dos vías y de dos andenes laterales de 105 metros.
Está diseñada en bóveda elíptica revestida completamente de renovados azulejos blancos biselados desde el 2007.
La iluminación es de estilo Motte y se realiza con lámparas resguardadas en estructuras rectangulares de color amarillo que sobrevuelan la totalidad de los andenes no muy lejos de las vías.
La señalización por su parte usa la moderna tipografía Parisine donde el nombre de la estación aparece en letras blancas sobre un panel metálico de color azul. Por último, los asientos de la estación son los modernos Coquille o Smiley, unos asientos en forma de cuenco inclinado para que parte del mismo pueda usarse como respaldo y que poseen un hueco en la base en forma de sonrisa.